# Bibliothek der griechischen Literatur
Die Bibliothek der griechischen Literatur (BGL) ist eine Buchreihe des Anton Hiersemann Verlags, die seit 1971 erscheint. Sie bietet moderne deutsche Übersetzungen bedeutsamer literarischer, religiös-theologischer sowie historiographischer Werke der antik-heidnischen, griechisch-patristischen und byzantinischen Gedankenwelt. Daher gibt es drei Abteilungen, in die die Bände eingeteilt sind.
Der Schwerpunkt liegt auf bisher unübersetzten Texten. Die Übersetzungen werden auf wissenschaftlicher Basis erarbeitet. Sie sind verbunden mit einem wissenschaftlichen Kommentar und einer gründlichen Einführung in Leben und Werk des Autors mit einem Verzeichnis seiner Werke und ihrer Editionen.
Herausgeber der Abteilung Patristik war bis 2006 Wilhelm Gessel.

## Bisher erschienene Bände
- Band 1 – Gregor von Nyssa: Die grosse katechetische Rede = Oratio catechetica magna. Hrsg. von Joseph Barbel. 1971, ISBN 3-7772-7119-5.
- Band 2 – Dionysius von Alexandrien: Das erhaltene Werk. Hrsg. von Wolfgang A. Bienert. 1972, ISBN 3-7772-7215-9.
- Band 3 – Basilius von Caesarea: Briefe. Zweiter Teil. 1973, ISBN 3-7772-7302-3.
- Band 4 – Nikephoros Gregoras: Rhomäische Geschichte. 1. Teil: Kapitel I–VII. Hrsg. von Jan L. van Dieten. 1973, ISBN 3-7772-7309-0.
- Band 5 – Origenes: Das Gespräch mit Herakleides und dessen Bischofskollegen über Vater, Sohn und Seele. Die Aufforderung zum Martyrium. Hrsg. von Edgar Früchtel. 1974, ISBN 3-7772-7401-1.
- Band 6 – Chariton von Aphrodisias: Kallirhoe. Eingel., übers. u. erl. von Karl Plepelits. 1976, ISBN 3-7772-7626-X.
- Band 7 – Gregor von Nyssa: Über das Wesen des christlichen Bekenntnisses. Über die Vollkommenheit. Über die Jungfräulichkeit. Eingel., übers. u. mit Anm. vers. von Wilhelm Blum. 1977, ISBN 3-7772-7713-4.
- Band 8 – Nikephoros Gregoras: Rhomäische Geschichte. 2. Teil, 1. Halbband: Kapitel VIII–IX,6. Hrsg. von Jan L. van Dieten. 1979, ISBN 3-7772-7919-6.
- Band 9 – Nikephoros Gregoras: Rhomäische Geschichte. 2. Teil, 2. Halbband: Kapitel IX,7–XI. Hrsg. von Jan L. van Dieten. 1979, ISBN 3-7772-7919-6.
- Band 10 – Origenes: Die griechisch erhaltenen Jeremiahomilien. Eingel., übers. u. mit Erklärungen vers. von Erwin Schadel. 1980, ISBN 3-7772-8007-0.
- Band 11 – Achilleus Tatios: Leukippe und Kleitophon. Eingeleitet, erstmals übers. und erl. von Karl Plepelits. 1980, ISBN 3-7772-8008-9.
- Band 12 – Demetrios Kydones: Briefe. Teil 1, Halbband 1 (Einleitung und 47 Briefe). Hrsg. von Franz Tinnefeld. 1981, ISBN 3-7772-8120-4.
- Band 13 – Gregor von Nazianz: Briefe. Eingel., übers. u. mit Erkl. vers. von Michael Wittig. 1981, ISBN 3-7772-8127-1.
- Band 14 – Agapetos, Theophylakt von Ochrid, Thomas Magister: Byzantinische Fürstenspiegel. Übers. u. erl. von Wilhelm Blum. 1981, ISBN 3-7772-8132-8.
- Band 15 – Johannes von Damaskos: Philosophische Kapitel. Eingel., übers. u. mit Erl. vers. von Gerhard Richter. 1982, ISBN 3-7772-8203-0.
- Band 16 – Demetrios Kydones: Briefe 1. Teil, 2. Halbband (91 Briefe, Register). Hrsg. von Franz Tinnefeld. 1982, ISBN 3-7772-8220-0.
- Band 17 – Johannes Kantakuzenos: Geschichte. Teil 1: Buch I. Hrsg. von Georgios Fatouros und Tilman Krischer. 1982, ISBN 3-7772-8221-9.
- Band 18 – Origenes: Der Kommentar zum Evangelium nach Mattäus. Teil 1. Hrsg. von Hermann J. Vogt. 1983, ISBN 3-7772-8533-1.
- Band 19 – Markus Eremita: Asketische und dogmatische Schriften. Eingeleitet, übers. u. mit Anm. vers. von Otmar Hesse. 1985, ISBN 3-7772-8524-2.
- Band 20 – Theophylaktos Simokates: Geschichte. Hrsg. von Peter Schreiner. 1985, ISBN 3-7772-8533-1.
- Band 21 – Johannes Kantakuzenos: Geschichte. Teil 2: Buch II. Hrsg. von Georgios Fatouros und Tilman Krischer. 1986, ISBN 3-7772-8628-1.
- Band 22 – Pseudo-Dionysius Areopagita: Über die himmlische Hierarchie. Über die kirchliche Hierarchie. Eingeleitet, übers. u. mit Anm. vers. von Günter Heil. 1986, ISBN 3-7772-8621-1.
- Band 23 – Appian von Alexandria: Römische Geschichte. Teil 1: Die römische Reichsbildung. Hrsg. von Otto Veh. 1987, ISBN 3-7772-8723-7.
- Band 24 – Nikephoros Gregoras: Rhomäische Geschichte. Teil 3: Kapitel XII–XVII. Hrsg. von Jan L. van Dieten. 1988, ISBN 3-7772-8805-5.
- Band 25 – Georgios Gemistos Plethon: Politik, Philosophie und Rhetorik im spätbyzantinischen Reich (1355–1452). Übers. u. erl. von Wilhelm Blum. 1988, ISBN 3-7772-8806-3.
- Band 26 – Pseudo-Dionysius Areopagita: Die Namen Gottes. Eingeleitet, übers. u. mit Anm. vers. von Beate R. Suchla. 1988, ISBN 3-7772-8829-2.
- Band 27 – Appian von Alexandria: Römische Geschichte. Teil 2: Die Bürgerkriege. Hrsg. von Otto Veh. 1989, ISBN 3-7772-8915-9.
- Band 28 – Georgios Akropolites: Die Chronik. Übers. u. erl. von Wilhelm Blum. 1989, ISBN 3-7772-8928-0.
- Band 29 – Eustathios Makrembolites: Hysmine und Hysminias. Eingeleitet, übers. u. erl. von Karl Plepelits. 1989, ISBN 3-7772-8929-9.
- Band 30 – Origenes: Der Kommentar zum Evangelium nach Mattäus. Teil 2: Buch XIV–XVII. Hrsg. von Hermann J. Vogt. 1990, ISBN 3-7772-9011-4.
- Band 31 – Zosimos: Neue Geschichte. Übers. und eingeleitet von Otto Veh. Durchges. und erl. von Stefan Rebenich. 1990, ISBN 3-7772-9025-4.
- Band 32 – Basilius von Caesarea: Briefe. Teil 1. Hrsg. von Wolf D. Hauschild. 1991, ISBN 3-7772-9026-2.
- Band 33 – Demetrios Kydones: Briefe. Teil 2 (91 Briefe, Register). Hrsg. von Franz Tinnefeld. 1991, ISBN 3-7772-9123-4.
- Band 34 – Diodoros: Griechische Weltgeschichte. Buch 1–10. Teil 1: Buch I–III. Hrsg. von Gerhard Wirth und Thomas Nothers. 1992, ISBN 3-7772-9218-4.
- Band 35 – Diodoros: Griechische Weltgeschichte. Buch 1–10. Teil 2: Buch IV–X. Hrsg. von Otto Veh und Thomas Nothers. 1993, ISBN 3-7772-9218-4.
- Band 36 – Isokrates: Sämtliche Werke. Teil 1: Reden I–VIII. Hrsg. von Kai Brodersen und Christine Ley-Hutton. 1993, ISBN 3-7772-9307-5.
- Band 37 – Basilius von Caesarea: Briefe. Teil 3. Hrsg. von Wolf D. Hauschild. 1993, ISBN 3-7772-9311-3.
- Band 38 – Origenes: Der Kommentar zum Evangelium nach Mattäus. Teil 3: Die Commentariorum Series. Hrsg. von Hermann J. Vogt. 1993, ISBN 3-7772-9325-3.
- Band 39 – Nikephoros Gregoras: Rhomäische Geschichte. Teil 4: Kapitel XVIII–XXIV,2. Hrsg. von Jan L. van Dieten. 1994, ISBN 3-7772-9402-0.
- Band 40 – Pseudo-Dionysius Areopagita: Über die mystische Theologie und Briefe. Eingeleitet, übers. und mit Anm. vers. von Adolf M. Ritter. 1994, ISBN 3-7772-9405-5.
- Band 41 – Johannes Chrysostomus: Acht Reden gegen Juden. Eingeleitet und erl. von Rudolf Brändle. Übers. von Verena Jegher-Bucher. 1995, ISBN 3-7772-9525-6.
- Band 42 – Theodoros Prodromos: Rhodanthe und Dosikles. Eingeleitet, übers. und erl. von Karl Plepelits. 1996, ISBN 3-7772-9612-0.
- Band 43 – Gregor von Nyssa: Briefe. Eingeleitet, übers. und erl. von Dörte Teske. 1997, ISBN 3-7772-9701-1.
- Band 44 – Isokrates: Sämtliche Werke. Band 2: Reden IX–XXI, Briefe, Fragmente. Hrsg. von Christine Ley-Hutton und Kai Brodersen. 1997, ISBN 3-7772-9711-9.
- Band 45 – Diodoros: Griechische Weltgeschichte. Buch XI–XIII. Übers. von Otto Veh, eingeleitet und kommentiert von Wolfgang Will. 1998, ISBN 3-7772-9739-9.
- Band 46 – Themistios: Staatsreden. Übers., Einf. und Erl. von Hartmut Leppin und Werner Portmann. 1998, ISBN 3-7772-9809-3.
- Band 47 – Athenaios: Das Gelehrtenmahl. Buch I–VI. Teil 1: Buch I–III. Hrsg. von Claus Friedrich und Thomas Nothers. 1998, ISBN 3-7772-9816-6.
- Band 48 – Athenaios: Das Gelehrtenmahl. Buch I–VI. Teil 2: Buch IV–VI. Hrsg. von Claus Friedrich und Thomas Nothers. 1998, ISBN 3-7772-9815-8.
- Band 49 – Gregor von Nyssa: Über das Sechstagewerk. Verteidigungsschrift an seinen Bruder Petrus. Eingeleitet, übers. und kommentiert von Franz X. Risch. 1999, ISBN 3-7772-9900-6.
- Band 50 – Demetrios Kydones: Briefe. Teil 3 (112 Briefe, Register). Hrsg. von Franz Tinnefeld. 1999, ISBN 3-7772-9911-1.
- Band 51 – Athenaios: Das Gelehrtenmahl. Buch VII–X. Hrsg. von Claus Friedrich und Thomas Nothers. 1999, ISBN 3-7772-9924-3.
- Band 52 – Pseudo-Makarios: Reden und Briefe. Eingeleitet, übers. und mit Anm. vers. von Klaus Fitschen. 2000, ISBN 3-7772-0005-0.
- Band 53 – Athenaios: Das Gelehrtenmahl. Buch XI–XV. Teil 1: Buch XI–XIII. Hrsg. von Claus Friedrich und Thomas Nothers. 2000, ISBN 3-7772-0018-2.
- Band 54 – Athenaios: Das Gelehrtenmahl. Buch XI–XV. Teil 2: Buch XIV und XV. Mit einem Register der von Athenaios zitierten Autoren und Werke sowie Zusammenfassungen der Bücher I-XV. Hrsg. von Claus Friedrich und Thomas Nothers. 2001, ISBN 3-7772-0118-9.
- Band 55 – Diodoros: Griechische Weltgeschichte. Buch XIV–XV. Übers. von Otto Veh. Überarb., eingeleitet und kommentiert von Thomas Frigo. 2001, ISBN 3-7772-0125-1.
- Band 56 – Asterius: Psalmenhomilien. Halbband 1. Hrsg. von Wolfram Kinzig. 2002, ISBN 3-7772-0201-0.
- Band 57 – Asterius: Psalmenhomilien. Halbband 2. Hrsg. von Wolfram Kinzig. 2002, ISBN 3-7772-0202-9.
- Band 58 – Libanios: Kaiserreden. Hrsg. von Georgios Fatouros, Tilman Krischer und Werner Portmann. 2002, ISBN 3-7772-0233-9.
- Band 59 – Nikephoros Gregoras: Rhomäische Geschichte. Teil 5: Kapitel XXIV,3–XXIX. Hrsg. von Jan L. van Dieten. 2003, ISBN 3-7772-0300-9.
- Band 60 – Demetrios Kydones: Briefe. Teil 4 (108 Briefe, Register). Hrsg. von Franz Tinnefeld. 2003, ISBN 3-7772-0315-7.
- Band 61 – Niketas Eugeneianos: Drosilla und Charikles. Eingeleitet, übers. und erl. von Karl Plepelits. 2003, ISBN 3-7772-0302-5.
- Band 62 – Romanos Melodos: Die Hymnen. 1. Halbband. Hrsg. von Johannes Koder. 2005, ISBN 3-7772-0500-1.
- Band 63,1 – Diodoros: Griechische Weltgeschichte. Buch XVI. Hrsg. von Otto Veh und Thomas Frigo. 2007, ISBN 978-3-7772-0700-1.
- Band 63.2 – Diodoros: Griechische Weltgeschichte. Buch XVII. Hrsg. von Otto Veh und Moritz Böhme. 2009, ISBN 978-3-7772-0914-2.
- Band 63.3 – Diodoros: Griechische Weltgeschichte. Buch XVIII–XX. Übers. von Otto Veh (Buch XVIII–XIX) und Gerhard Wirth (Buch XX), Eingeleitet und kommentiert von Michael Rathmann. 2 Teilbände, 2005, ISBN 3-7772-0505-2 / ISBN 3-7772-0517-6.
- Band 64 – Romanos Melodos: Die Hymnen. Halbband 2. Hrsg. von Johannes Koder. 2006, ISBN 3-7772-0606-7.
- Band 65 – Athanasius: Zwei Schriften gegen die Arianer. Eingeleitet, übers. und kommentiert von Werner Portmann. 2006, ISBN 978-3-7772-0605-9.
- Band 66 – Nikephoros Gregoras: Rhomäische Geschichte. Teil 6: Kapitel XXX–XXXVII. Hrsg. von Jan L. van Dieten. 2007, ISBN 978-3-7772-0707-0.
- Band 67 – Diodoros: Griechische Weltgeschichte. Buch XXI–XL, Fragmente. Übers., eingeleitet und kommentiert von Gerhard Wirth. Halbband 1: Übersetzung. 2008, ISBN 978-3-7772-0802-2.
- Band 68 – Diodoros: Griechische Weltgeschichte. Buch XXI–XL, Fragmente. Übers., eingeleitet und kommentiert von Gerhard Wirth. Halbband 2: Kommentar. 2008, ISBN 978-3-7772-0803-9.
- Band 69 – Johannes Malalas: Weltchronik. Übers. von Johannes Thurn und Mischa Meier, mit einer Einl. und Erl. von Claudia Drosihn. 2009, ISBN 978-3-7772-0911-1.
- Band 70 – Fragmente der Historiker: Theopomp von Chios. Übers., eingeleitet und kommentiert von Barbara Gauger und Jörg-Dieter Gauger. 2010, ISBN 978-3-7772-1000-1.
- Band 71 – Johannes Kantakuzenos: Geschichte. Teil 3: Buch III. Hrsg. von Georgios Fatouros und Tilman Krischer. 2011, ISBN 978-3-7772-1112-1.
- Band 72 – Anthologia Graeca. Band 1: Bücher 1 bis 5. Hrsg. von Dirk Uwe Hansen und anderen. 2011, ISBN 978-3-7772-1117-6.
- Band 73 – Hermogenes: Stil-Lehre. Eingeleitet, übers. und erl. von Ulrich Lempp. 2012, ISBN 978-3-7772-1215-9.
- Band 74 – Pseudo-Makarios: Predigten. Aus den Sammlungen C und H. Eingeleitet, übers. und mit Anm. vers. von Martin Illert. 2013, ISBN 978-3-7772-1301-9.
- Band 75 – Dionysius von Halikarnass: Römische Frühgeschichte. Band 1: Bücher 1 bis 3. Hrsg. von Nicolas Wiater. 2014, ISBN 978-3-7772-1404-7.
- Band 76 – Anthologia Graeca. Band 2: Bücher 6 bis 8. Hrsg. von Dirk Uwe Hansen und anderen. 2014, ISBN 978-3-7772-1408-5.
- Band 77 – Fragmente der Historiker: Ephoros von Kyme und Timaios von Tauromenion. Übers. und kommentiert von Barbara Gauger und Jörg-Dieter Gauger. 2015, ISBN 978-3-7772-1506-8.
- Band 78 – Libanios: Musterreden. Eingel., übers. und komm. von Ulrich Lempp. 2015, ISBN 978-3-7772-1510-5.
- Band 79 – Anthologia Graeca. Band 3: Bücher 9 und 10. Hrsg. von Dirk Uwe Hansen und anderen. 2016, ISBN 978-3-7772-1611-9.
- Band 80 – Hippolyt von Rom: Danielkommentar. Eingeleitet, übersetzt und kommentiert von Katharina Bracht. 2016, ISBN 978-3-7772-1614-0.
- Band 81 – Eustathios von Thessalonike: Kaiserreden. Eingeleitet von Grammatiki Karla, übersetzt und kommentiert von Karin Metzler. 2016, ISBN 978-3-7772-1624-9.
- Band 82 – Pseudo-Plutarch: Leben der zehn Redner / Markellinos: Leben des Thukydides. Eingeleitet, übersetzt und kommentiert von Alexander Düren (Pseudo-Plutarch) und Wolfgang Will (Markellinos). 2017, ISBN 978-3-7772-1708-6.
- Band 83 – Fragmente der Historiker: Die Alexanderhistoriker (FGrHist 117–153). Eingeleitet, übersetzt und kommentiert von Lennart Gilhaus. 2017, ISBN 978-3-7772-1721-5.
- Band 84 – Fragmente der Historiker: Nikolaos von Damaskus. Eingeleitet, übersetzt und erläutert von Tino Shahin. 2018, ISBN 978-3-7772-1804-5.
- Band 85 – Dionysius von Halikarnass: Römische Frühgeschichte. Band 2: Bücher 4 bis 6. Eingeleitet, übersetzt und kommentiert von Nicolas Wiater. 2018, ISBN 978-3-7772-1803-8.
- Band 86 – Die Tübinger Theosophie. Eingeleitet, übersetzt und kommentiert von Laura Carrara und Irmgard Männlein-Robert. 2018, ISBN 978-3-7772-1818-2.
- Band 87 – Konstantinos Manasses: Verschronik. Eingeleitet, übersetzt und kommentiert von Anneliese Paul und Andreas Rhoby. 2019, ISBN 978-3-7772-1902-8.
- Band 88 – Menander Rhetor: Abhandlungen zur Rhetorik. Griechisch und Deutsch. Zweisprachige Ausgabe von Kai Brodersen. 2019, ISBN 978-3-7772-1934-9.
- Band 89 – Anthologia Graeca. Band 4: Bücher 11 bis 14. Hrsg. von Dirk Uwe Hansen und anderen. 2019, ISBN 978-3-7772-1920-2.
- Band 90 – Claudius Aelianus: De natura animalium. Auf Grundlage der Übersetzung von Paul-Gerhard Veh bearbeitet und kommentiert von Philipp Stahlhut. 2020, ISBN 978-3-7772-1904-2.
- Band 91 – Galen: Gut beschaffbare Heilmittel / Euporista. Zweisprachige Ausgabe von Kai Brodersen. 2020, ISBN 978-3-7772-2038-3.